# Ane Appelkvist Stenseth
Ane Appelkvist Stenseth, född 2 mars 1995, är en norsk längdskidåkare. Appelkvist Stenseth har tre medaljer från norska mästerskap, varav två silver och ett brons. Hon tävlar för skidklubben Grong II.
Appelkvist Stenseth är en sprintspecialist. Hennes bästa individuella resultat i världscupen är en två fjärdeplatser från sprinttävlingar i Cogne i Italien och Ruka i Finland.

## Världsmästerskap
Ane Appelkvist Stenseth deltar i Världsmästerskapen i nordisk skidsport 2021 i Oberstdorf.
| Tävling         | 10 km | Skiathlon | 30 km | Sprint | Stafett | Lagsprint |
| --------------- | ----- | --------- | ----- | ------ | ------- | --------- |
| Oberstdorf 2021 |       |           |       | 5:e    |         |           |